# Oostenrijks-Turkse Oorlog (1716-1718)
De Oostenrijks-Turkse Oorlog was een militair conflict dat tussen 1716 en 1718 werd uitgevochten tussen de Oostenrijks-Habsburgse monarchie en het Ottomaanse Rijk. De oorlog brak uit toen Oostenrijk in april 1716 een alliantie sloot met de republiek Venetië, die vanaf 1714 in oorlog was met het Ottomaanse Rijk. Het Oostenrijkse leger boekte een aantal overwinningen en veroverde in 1717 de belangrijke vestingstad Belgrado. In 1718 werd de Vrede van Passarowitz gesloten tussen Oostenrijk, Venetië en het Ottomaanse Rijk.